# Ostbågar

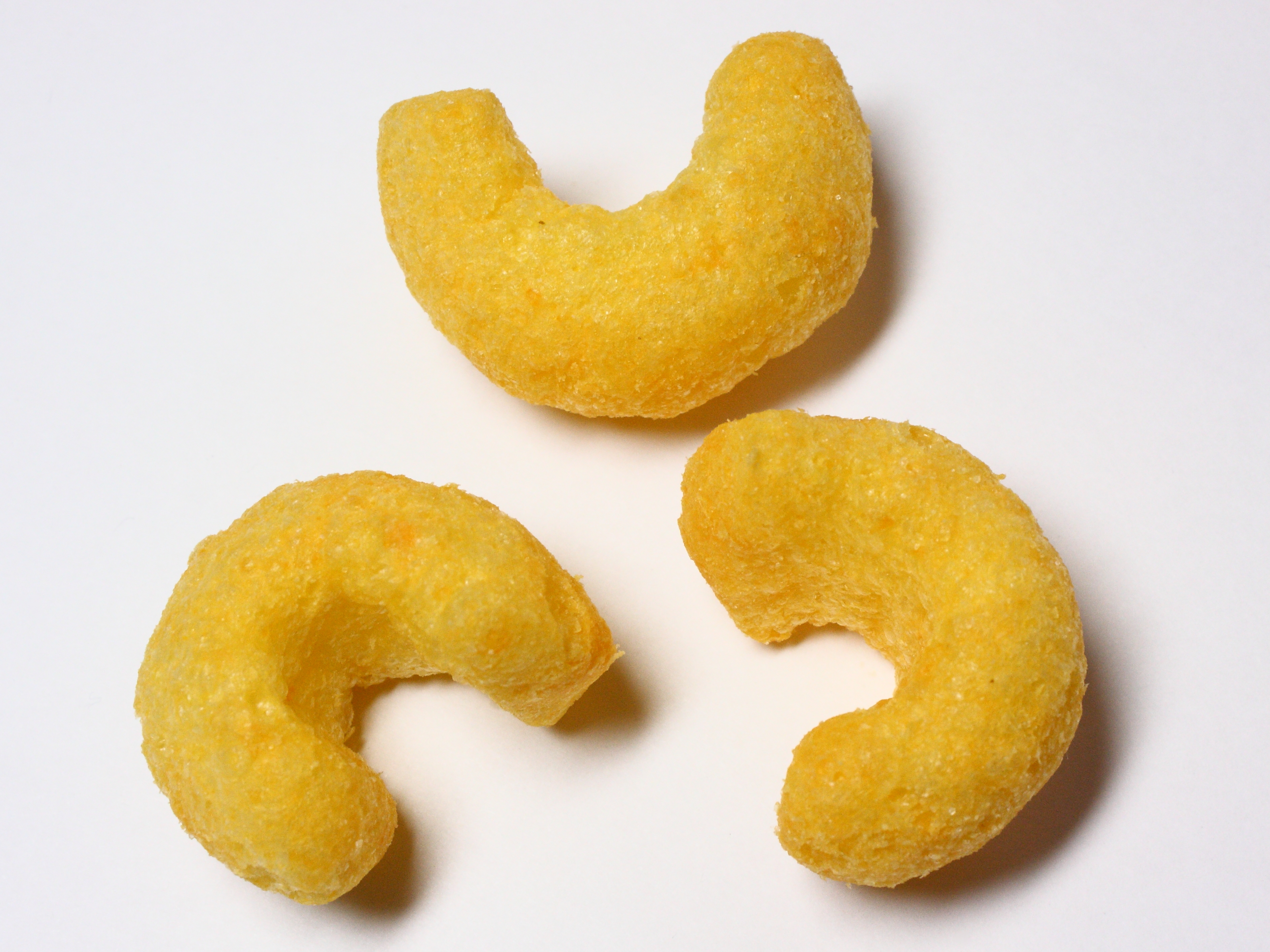
Ostbågar.

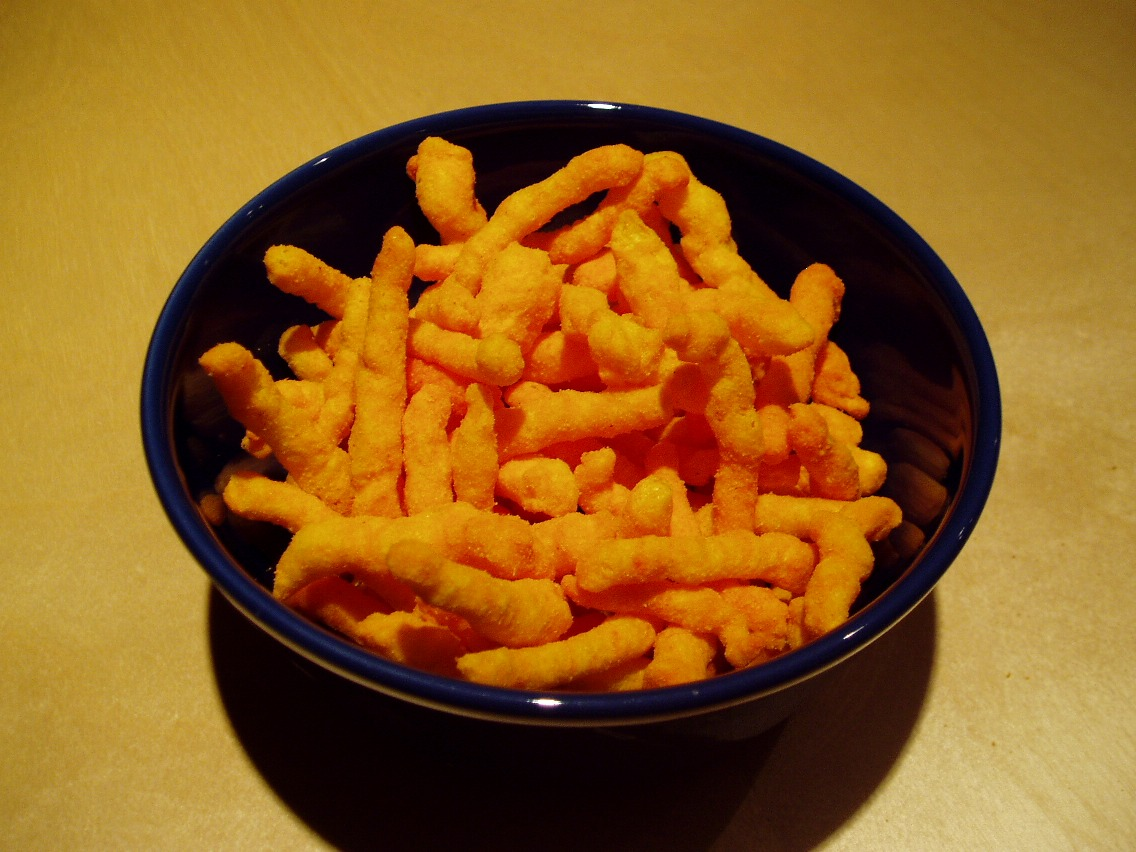
OLW:s Cheez Cruncherz i en skål.

Ostbågar (även ostkrokar) är snacks med ostsmak och tillverkas av bland annat majsmjöl.
I Storbritannien kallas ostbågar för cheese puffs, i Danmark osterejer och i Norge ostepop.

## Historia

### Ostbågens historia
Ostbågar av majs introducerades av djurfoderproducenten Flakall Corporation i Beloit i Wisconsin 1935. För att rengöra en maskin som gjorde majsflingor matade personalen in fuktig majs i kvarnen. Denna process gav, till arbetarnas förvåning, luftiga majskluttar. Edward Wilson som var anställd såg potentialen, tog med sig några hem och kryddade dem för att se om det gick att äta som tilltugg. Ostbågarna fick namnet Korn Kurls.

### Cheez Doodles historia
Under 1950-talet tillverkade företaget King Kone Corp (som tidigare tillverkat glasstrutar) ostbågar som fick namnet Cheez Doodles av uppfinnaren Morrie Yohai. 1960 bytte företaget namn till Old London Foods, då Old London varit deras varumärke sedan 1930-talet. Fem år senare köptes bolaget av industrijätten Borden och införlivades i dotterbolaget Wise Foods som specialiserade sig på chips och andra snacks.

## Tillverkning
En majsmassa tillverkas genom att torkad majs och vatten upphettas och utsätts för högt tryck. Majsmassan passerar genom ett hål, skärs av i lämplig längd och stelnar. De får då den något krokiga formen. Därefter rostas de blivande ostbågarna så att större delen av vattnet förångas. Därefter sprejas bågarna med en ostmix bestående av ost, druvsocker och andra ingredienser, innan de paketeras i påsar.

## Ostbågar i Sverige
Lanseringen av ostbågar i Sverige inleddes i 1960-talets början. Från 1963 sker provförsäljning i Sölvesborg och i Stockholm 1965, då av varumärkena Sun-Pat, Old London Cheeze Doodles men också av Cheese Puffles från 1966 och Estrellas variant 1967. Hösten 1966 erbjöds provsmakning av ostbågarna i Stockholm och de rekommenderades av livsmedelsbutikerna till det då nya mellanölet. 1967-68 har ostbågarna nått ett allmänt genomslag och Old London Cheez Doodles kallar sig själv för "Sveriges populäraste ostbågar".
Produkten har två olika namn i Sverige: I norra delen av landet kallas de för ostkrokar, söderut kallas de för ostbågar.
År 1967 startade Wasabröd och Borden ett gemensamt bolag för att exploatera den svenska marknaden för snacks. Bolaget (som först döptes till Old London Wasa men som sedan 1975 bara heter OLW) lanserade Cheez Doodles på svenska marknaden 1968. Efter ett antal ägarbyten ägs OLW sedan 2005 av det norska industrikonglomeratet Orkla.
Det finns även andra tillverkare/distributörer av ostbågar i Sverige, däribland Estrella, Fragancia och butikernas egna märkesvaror.
Ostbågens dag infaller 5 mars.